# جورج دبليو. ديلا
جورج دبليو. ديلا (بالإنجليزية: George W. Della)‏ هو سياسي أمريكي، ولد في 9 فبراير 1908، وتوفي في 11 أغسطس 1990.